# روبرت فونتين
روبرت فونتين (بالفرنسية: Robert Fontaine)‏ هو لاعب شطرنج فرنسي، ولد في 18 نوفمبر 1980 في سوريسن في فرنسا.

## وصلات خارجية
- روبرت فونتين على موقع الاتحاد الدولي للشطرنج (الإنجليزية)
- روبرت فونتين على موقع مباريات الشطرنج (الإنجليزية)
- روبرت فونتين على موقع 365Chess.com (الإنجليزية)
- روبرت فونتين على موقع Chesstempo.com (الإنجليزية)
- روبرت فونتين على موقع الاتحاد الأمريكي للشطرنج (الإنجليزية)
- روبرت فونتين سجل أولمبياد الشطرنج على موقع OlimpBase.org (الإنجليزية)